# Tiếng Chăm cổ
Tiếng Chăm có lịch sử văn học lâu đời nhất so với bất kỳ ngôn ngữ Nam Đảo nào. Bản khắc Đông Yên Châu, viết bằng chữ Chăm cổ, có từ cuối thế kỷ thứ 4 sau Công nguyên.

## Chữ viết Chăm
Người Chăm có chữ viết riêng của họ, được gọi là chữ viết Chăm, được sử dụng để khắc trên tường đền, bia và các bề mặt khác. Chữ viết này có nguồn gốc từ chữ viết cổ của người Ấn Độ và là một trong những nét đặc trưng của văn hóa Chăm. Nó đã được sử dụng cho mục đích tôn giáo và nghi lễ.

## Các bia khắc
Nhiều văn khắc Chăm cổ đã được tìm thấy trên các địa điểm khảo cổ ở những khu vực từng là một phần của vương quốc Champa. Những dòng chữ này cung cấp những hiểu biết có giá trị về lịch sử, tôn giáo và xã hội của người Champa. Một số văn khắc được viết bằng chữ Chăm, một số khác bằng chữ Phạn.

## Văn hóa và tôn giáo
Tiếng Chăm cổ bắt nguồn từ nhóm ngôn ngữ Chăm, tuy nhiên dưới ảnh hưởng văn hóa từ Ấn Độ nên chịu ảnh hưởng rất nhiều từ tiếng Phạn. Người Chăm cổ gắn liền với các hoạt động văn hóa và tôn giáo của Vương quốc Champa. Các chữ khắc thường chứa thông tin về các nghi lễ tôn giáo, lễ dâng đền và hành động của những người cai trị. Tiếng Phạn, cũng như tiếng Chăm cổ, được sử dụng trong các văn bản và chữ khắc tôn giáo. Tên gọi của các tiểu vương quốc của Champa như: Indrapura, Amaravati, Vijaya, Kauthara, Panduranga cũng là những từ Chăm có nguồn gốc tiếng Phạn.

## Hiện nay
Mặc dù ngày nay tiếng Chăm cổ không còn được sử dụng phổ biến ở dạng nguyên thủy, nhưng các yếu tố của nó vẫn tồn tại trong ngôn ngữ Chăm hiện đại, ngôn ngữ này vẫn được cộng đồng người Chăm ở Campuchia và Việt Nam sử dụng cho một số mục đích nghi lễ và tôn giáo.